# Tomáš Kopecký
Tomáš Kopecký (Ilava, 5 febbraio 1982) è un hockeista su ghiaccio slovacco.

## Palmarès

### Mondiali
- 1 medaglia:
  - 1 argento (Finlandia/Svezia 2012)